# Aleksandr Tairov
Aleksandr Yákovlevich Taírov (del ruso: Александр Яковлевич Таиров) (Romny, óblast de Sumy, Imperio ruso, 24 de juniojul./ 6 de julio de 1885greg. - Moscú, 1950) actor y director de teatro ruso y soviético. Fundador y director artístico del Teatro de Cámara de Taírov (1914—1950) (Kámerny Teatr), artista del Pueblo de la RSFS de Rusia (1935).

## Biografía
Taírov fue uno de los grandes directores del Octubre Teatral, discípulo de Konstantín Stanislavski y de Vsévolod Meyerhold. En 1914 abrió su Kámerny con el debut de Sakuntala de Kālidāsa. En oposición al naturalismo de Stanislavski y al teatro de estilo de Meyerhold, propugnó por un teatro puramente artístico en que predominaran los elementos teatrales de: interpretación, escenografía, dirección. Como en la Commedia dell'Arte y el teatro hindú, utilizó el texto literario como material de trabajo y dio absoluta libertad al actor, eje del espectáculo (su eslogan fue "teatro desencadenado", aunque más bien se trata de un teatro sin trabas). El actor debía ser un "artista sintético", un virtuoso en todos los terrenos (mímica, voz, dominio del cuerpo etc). Su idea del "montaje sintético" teatraliza el teatro y subraya sus facetas fantásticas, preciosistas y espectaculares.
En colaboración con los escenógrafos Aleksandra Ekster, Aleksandr Vesnín, Gueorgui Yakúlov, entre otros, estructuró el espacio escénico por medio de planos diferentes, escaleras, cubos, pirámides, plataformas que ofrecían a los actores y al director mayores posibilidades de acción. Con estos postulados montó La princesa Brambilla de E. T. A. Hoffmann (1920), Giroflé-Giroflá, opereta de Lecocq (1922) o Salomé de Oscar Wilde. Hacia finales de los años veinte experimentó la influencia del vanguardismo de Vsévolod Meyerhold, lo que se reflejó en sus montajes de Eugene O'Neill y en su puesta en escena de la Ópera de tres peniques de Bertolt Brecht (1930). Taírov trabajó sin problemas hasta mediados de los treinta; después tuvo que adaptarse a formas teatrales más convencionales.